# فرخي
فرخي هي مدينة في مقاطعة خور وبيابانك، إيران. عدد سكان هذه المدينة هو 2,968 في سنة 2016.